# Galeria Sztuki Współczesnej BWA w Katowicach
Galeria Sztuki Współczesnej BWA w Katowicach (właściwie Galeria Sztuki Współczesnej BWA) – galeria sztuki współczesnej powstała w Katowicach w sierpniu 1949, wówczas jako filia Centralnego Biura Wystaw Artystycznych. Mieści się przy al. Wojciecha Korfantego 6. Godziny otwarcia wystaw: z wyjątkiem poniedziałków; codziennie 10.00 - 18.00.
Galeria posiada jedną z największych w Polsce przestrzeni wystawienniczych – 800 m². Prezentuje sztukę współczesną, prowadzi działalność edukacyjną i wydawniczą. Zajmuje się promocją i prezentacją sztuki współczesnej, organizacją wystaw indywidualnych i zbiorowych artystów polskich i zagranicznych. 
W galerii wystawiali swoje prace m.in.: Jerzy Nowosielski (1989), Piotr Potworowski (1990), Leon Tarasewicz (1995), Jan Berdyszak, Andrzej Szewczyk (1996), Heinz Mack (1997), Magdalena Abakanowicz (1998), Maria Jarema (1999), Jan Młodożeniec (2001), Andrzej Pawłowski, Jerzy Panek (2003), Jerzy Lewczyński (2006), Kishin Shinoyama (2012), Carole Benzaken (2015), Janusz Karbowniczek (2016), Filip Dujardin (2018).
Funkcję dyrektora galerii sprawowali: Witold Ciechanowicz (1949–56 i 1967–77), Helena Maria Ciecierska (1956–57), Stanisław Tejwan (1957–67), Stanisław Gajewski (1977–87), Czesława Małgorzata Panek (1988–2005). Od roku 2006 dyrektorem instytucji jest Marek Kuś. 
Od roku 1994 funkcjonuje jako galeria miejska – jej działalność bieżąca finansowana jest ze środków budżetowych Katowic. Wraz ze zmianą finansowania, galeria utraciła środki finansowe na powiększanie własnej kolekcji sztuki współczesnej.

## Kolekcja sztuki współczesnej
Wraz z perspektywą powstania nowej siedziby galerii, realna stała się idea budowania kolekcji sztuki współczesnej. W roku 1970 rozpoczęto wtedy skup prac i budowanie kolekcji. Przez ponad dwadzieścia lat w jej skład weszły głównie dzieła malarstwa, grafiki i rysunku choć mniej liczne ale są także reprezentowane rzeźby, collages, tkanina artystyczna i inne. Kolekcja liczy ponad tysiąc dzieł, między innymi znajdują się w niej prace takich artystów jak: Otto Axer, Jan Berdyszak, Jerzy Duda-Gracz, Edward Dwurnik, Stasys Eidrigevičius, Gerard Grzywaczyk, Jan Herma, Klaudiusz Jędrusik, Zbigniew Libera, Marian Malina, Stanisław Mazuś, Zenon Moskwa, Roman Nowotarski, Aleksander Rak, Paweł Steller, Tomasz Struk, Stefan Suberlak, Józef Szajna, Jan Szmatloch, Andrzej Urbanowicz czy Henryk Waniek.

## Projekty realizowane przez BWA w Katowicach
Galeria organizowała i organizuje imprezy wystawiennicze oraz edukacyjne: 
- Światowa Wystawa Laureatów Intergrafia (co 3 lata) (ostatnia edycja w roku 2000)
- Triennale Grafiki Polskiej - wystawa towarzyszącą Międzynarodowemu Triennale Grafiki w Krakowie. Ostatnia edycja realizowana przez BWA miała miejsce w roku 2012. Po tym nastąpiło przekazanie organizacji Akademii Sztuk Pięknych w Katowicach. Pierwszym zrealizowanym przez ASP Triennale była impreza z roku 2015. 
- Biennale Plakatu Polskiego - odbywa się cyklicznie od 1972 roku, laureatami byli m.in. Jan Lenica, Roman Kalarus
- Międzynarodowe Spotkania Ze Sztuką - spotkanie młodych, poszukujących artystów, pracujących w nowych technikach, wystawy Okręgowe ZPAP
- Do sztuki gotowi start - od roku 2012 realizowany jest projekt edukacyjny "Do sztuki gotowi start". Na przestrzeni tego czasu realizacja projektu zaangażowała ponad pięćdziesięciu artystów z różnych dziedzin (sztuki plastyczne, muzyka, teatr i in.) Idea projektu zakłada uczestnictwo w działaniach artystycznych jako pewien proces nawiązania relacji społecznych, daje alternatywę, ożywia, poszerza horyzonty osób niezwiązanych zawodowo z kulturą.
- Pstrykowisko - Wspólne przedsięwzięcie Galerii BWA, firmy Silence! oraz FotoSilesia. Panel edukacyjny stworzony dla pasjonatów fotografii. Projekt zakładał organizację warsztatów i szkoleń, na których uczestnicy maja szansę doskonalić swoje umiejętności pod okiem specjalistów.

## Działalność wydawnicza

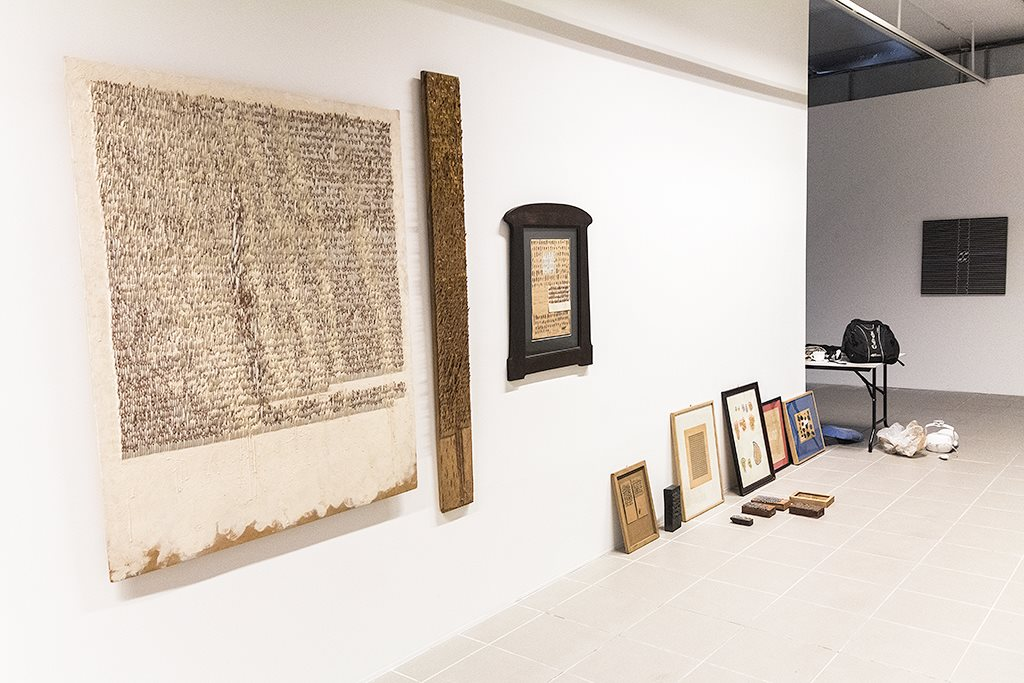
Zdjęcie z przygotowywania wystawy „Linia i chaos – kompozycje przestrzenne świata”, wernisaż 27 października 2017 roku w Galerii Sztuki Współczesnej BWA, kurator Marek Zieliński. Na pierwszym planie prace Andrzeja Szewczyka (trzy powieszone, pozostałe jeszcze oparte o ścianę), w głębi, po prawej stronie praca Krystiana Burdy

W galerii funkcjonuje księgarnia sprzedająca wydawnictwa własne i innych placówek. Księgarnia oferuje też w sprzedaży plakaty i pocztówki. Publikowanie katalogów i druków ulotnych jest ważnym zadaniem statutowym realizowanym przez Galerię Sztuki Współczesnej BWA w Katowicach. Wydawnictwa galerii są wyróżniane na krajowych i międzynarodowych konkursach książkowych.
2019 – nagroda główna w konkursie Śląska Rzecz 2018 w kategorii grafika użytkowa dla książki „Wymiennik”, projekt Jan Piechota, 
2017
- Nominacje do nagrody Śląska Rzecz 2016, konkurs organizowany przez Zamek Cieszyn, katalog „Rysa na powiece” proj. Kasia Goczoł
- Nominacje do nagrody Najpiękniejsze Książki 2016 Roku, konkurs organizowany przez Polskie Towarzystwo Wydawców Książek: katalog „Rysa na powiece” proj. Kasia Goczoł, katalog „Atelier 34zero Muzeum prezentuje Atelier 340 Muzeum” proj. Magdalena Niglus, książka „Widmo” proj. Jan Piechota
2016
- wyróżnienie w konkursie Najpiękniejsze Książki 2015 Roku, konkurs organizowany przez Polskie Towarzystwo Wydawców Książek: książka „Miasto” proj. Kasia Goczoł
- nagroda specjalna w konkursie Śląska Rzecz 2015 dla Jana Piechoty za projekt graficzny książki „Mocne stąpanie po ziemi”
2014
- nagroda honorowa w konkursie Najpiękniejsze Książki 2014 Roku, konkurs organizowany przez Polskie Towarzystwo Wydawców Książek: książka „O powstawaniu i ginięciu” proj. Jan Piechota
2013
- wyróżnienie za koncepcję graficzną w konkursie Najpiękniejsze Książki 2013 Roku, konkurs organizowany przez Polskie Towarzystwo Wydawców Książek: książka „Andrzej S. Kowalski” proj. Kasia Goczoł
Od roku 2017 wybrane wydawnictwa Galerii dostępne są również w wersji cyfrowej w formacie EPUB. W pierwszej kolejności cyfryzacji poddane zostały: "Czas syntezy. Klasycy śląskiej sztuki", autorzy: Marek Kuś, Agnieszka Hoenszer, Zuzanna Sokołowska, "Widmo" autorka: Marta Lisok, "Wszystkie kolory są dozwolone pod warunkiem, że nie przeszkadzają w handlu" autor. Wodek, Atelier 34zero Muzeum prezentuje Atelier 340 Muzeum autorzy: Wodek, Pierre Arese

## Budynek
Budynek o kubaturze 1500 m² zaprojektował w latach 1965-66 Stanisław Kwaśniewicz we współpracy z konstruktorem Franciszkiem Klimkiem. Wystrój wnętrz wykonano według projektu Wojciecha Szostaka.
Obiekt był obok Separatora, Pałacu Ślubów i Superjednostki kolejnym gmachem wzniesionym w ramach koncepcji urbanistycznej Śródmieście-Zachód w Katowicach.
Oddany do użytku w 1972 r. budynek tworzą dwa segmenty – dwukondygnacyjny pawilon wystawienniczy oraz przylegający prostopadle, wsparty na słupach i zakończony łamanymi schodami budynek, mieszczący pomieszczenia administracyjno-magazynowe. Pawilon wystawienniczy składał się z całkowicie przeszklonego parteru o powierzchni 300 m² i wysokości 5 m² oraz pierwszego piętra o wysokości 4 m² i powierzchni 1000 m² z możliwością wprowadzania podziałów ruchomymi elementami. Obie kondygnacje skomunikowano ze sobą centralnie położonymi spiralnymi schodami. Wnętrza doświetlane są światłem sztucznym i dziennym, wpadającym przez specjalne, umieszczone na dachu świetliki.
Ściany zewnętrzne pokryto szlachetnym tynkiem i okładziną wykonaną z zielonej szklanej tłuczki, oryginalnie pomalowano na jasnoniebieski kolor. Elewacje zdobią nawiązujące do tradycji antycznej płaskorzeźby autorstwa Teresy Michałowskiej-Rauszer i Jerzego Kwiatkowskiego.
Przestrzeń parteru przeznaczono na ekspozycję rzeźby. Na antresoli piętra urządzono małą kawiarnię, a w północno-wschodnim narożniku budynku salon Cepelii.
2 lutego 2024 budynek wpisano do rejestru zabytków nieruchomych województwa śląskiego (nr rej. A/1340/24).